# 2018年ロシア大統領選挙
2018年ロシア大統領選挙（2018ねんロシアだいとうりょうせんきょ）は、2018年3月18日にロシア連邦で実施された大統領選挙である。2017年12月18日に告示され、立候補の受付を開始した。ウラジーミル・プーチンが得票率76パーセントで再選を決めた。

## 概要
2000年ロシア連邦大統領選挙で当選したウラジーミル・プーチンは、2008年に連続3選禁止の憲法規定による退陣時にドミートリー・メドヴェージェフ大統領府長官を大統領に担ぐことにより自分は首相となった。タンデム体制を築いたプーチンは2012年ロシア連邦大統領選挙で再選し、今回の大統領選挙にも出馬を表明した。

## 候補者
確定した選挙候補者は8人である。
- ウラジーミル・プーチン
- セルゲイ・バブーリン
- ウラジーミル・ジリノフスキー
- グリゴリー・ヤブリンスキー
- パーヴェル・グルジーニン（英語版）
- ボリス・チトフ（英語版）
- クセーニア・サプチャーク（英語版）
- マクシム・スライキン（英語版）

その他、野党の指導者アレクセイ・ナワリヌイが立候補申請していたが、「公金横領の罪で有罪判決を受けた」として中央選挙管理委員会は申請を却下した。

## 選挙結果
選挙の最終結果は、2018年3月23日、中央選挙管理委員会によって確定された。
| 候補者                       | 所属政党               | 得票数      | 得票率(%) |
| ---------------------------- | ---------------------- | ----------- | --------- |
| ウラジーミル・プーチン       | 無所属（統一ロシア系） | 56,430,712  | 77.53     |
| パーヴェル・グルジーニン     | ロシア連邦共産党       | 8,659,206   | 11.90     |
| ウラジーミル・ジリノフスキー | ロシア自由民主党       | 4,154,985   | 5.71      |
| クセーニア・サプチャーク     | 市民イニシアチブ       | 1,238,031   | 1.70      |
| グリゴリー・ヤブリンスキー   | ヤブロコ               | 769,644     | 1.06      |
| ボリス・チトフ               | 成長党                 | 556,801     | 0.76      |
| マクシム・スライキン         | ロシアの共産主義者     | 499,342     | 0.69      |
| セルゲイ・バーブリン         | ロシア人民総同盟       | 479,013     | 0.65      |
| 無効票・白票                 | 無効票・白票           | 791,258     | –         |
| 合計                         | 合計                   | 73,578,992  | 100.00    |
| 有権者・投票率               | 有権者・投票率         | 109,008,428 | 67.50     |
| Source: CEC                  |                        |             |           |